# Canthon coloratus
Canthon coloratus är en skalbaggsart som beskrevs av Schmidt 1922. Canthon coloratus ingår i släktet Canthon och familjen bladhorningar. Inga underarter finns listade.